# Lamecha Girma
Lamecha Girma (Oromia, 26 de novembro de 2000) é um atleta etíope, recordista mundial e medalhista olímpico dos 3000 metros com obstáculos.
Em Tóquio 2020 ele conquistou a medalha de prata nesta  prova com o tempo de 8:10.38. Em junho de 2023, estabeleceu uma nova marca mundial de 7:52.11, quebrando um recorde de 19 anos pertencente ao qatari Saif Saaeed Shaheen, durante o Meeting de Paris.